# Chiyonofuji Mitsugu
Chiyonofuji Mitsugu, ursprungligen Akimoto Mitsugu, född 1 juni 1955 i Fukushima på Hokkaido, död 31 juli 2016 i Tokyo, var en japansk mästarsumobrottare och sportens 58:e yokozuna. Han var stallchef för Kokonoe beya.
Chiyonofuji Mitsugu vann 31 turneringar, endast överträffad av Taihō Kōki och Hakuhō Shō. Han vann fler turneringar i 30-årsåldern än någon annan brottare. Chiyonofuji hade totalt 1 045 segrar under sin karriär, vilket är två färre än Kaiō Hiroyuki som nådde 1047 segrar.
I en sport där vikten ofta kan göra stor skillnad var Chiyonofuji ganska lätt med omkring 120 kg. Han var den lättaste yokozunan sedan Tochinoumi på 1960-talet.